# Beverly (Wirginia Zachodnia)
Beverly – miasto w Stanach Zjednoczonych, w stanie Wirginia Zachodnia, w hrabstwie Randolph.